# Creature of Destruction
Creature of Destruction è un film horror per la televisione statunitense  del 1967 diretto da Larry Buchanan. È il remake a colori del film del 1956 The She-Creature.

## Trama
Il dottor John Basso, un ipnotizzatore che organizza spettacoli per intrattenere il pubblico, inizia a prevedere una serie di misteriosi omicidi commessi da una orribile creatura marina preistorica, rivelatasi poi una sirena mutaforma. Tuttavia, la causa dei delitti è la sua assistente Doreena che, sotto ipnosi, fa tornare in vita il mostro marino che il dottore riesce poi a manipolare facendogli commettere i crimini.

## Distribuzione
Il film fu distribuito dalla American International Television in syndication nel 1967. È stato poi distribuito in VHS dalla Something Weird Video e in DVD nel 2007 dalla Retromedia Entertainment.
La pellicola è entrata nel pubblico dominio negli Stati Uniti.

## Produzione
Il film è stato prodotto dalla Azalea Pictures e girato a Tanglewood Lodge, Lake Texoma, Texas, Stati Uniti. Causa il basso budget, il film rivela diversi macroscopici difetti di regia (come scene girate al buio dove difficilmente si riesce a capire cosa succede) e negli effetti speciali (in particolare in quelli riguardanti il mostro che assume sembianze a tratti ilari, ai limiti del trash) distanziandosi in maniera evidente dai tratti del film originale del 1956, The She-Creature.